# Кючюк'яли (станція)
40°56′46″ пн. ш. 29°06′25″ сх. д. / 40.946236166513° пн. ш. 29.106896920163° сх. д.
Кючюк'яли (тур. Küçükyalı) — залізнична станція, на лінії S-bahn Мармарай в анатолійській частині Стамбула, мікрорайон Суадіє, Малтепе.
Початкова станція була відкрита 22 вересня 1872. 

Потім станцію було перебудовано в 1969 році для збільшення пасажирообігу.
19 лютого 2013 року станцію було тимчасово закрито 

і перебудовано — перенесено приблизно на 250 метрів на захід.
Станцію знову відкрито 12 березня 2019 року разом з рештою лінії Мармарай. 

Станція має дві колії з острівною платформою та одну експрес-колію з південного боку для швидкісних та міжміських поїздів. 

## Визначні місця
- Багдадський проспект

## Сервіс
| Попередня станція    | Лінія | Лінія    | Лінія | Наступна станція   |
| -------------------- | ----- | -------- | ----- | ------------------ |
| Бостанджи до Халкали |       | Мармарай |       | Ідеалтепе до Гебзе |